# Cyrus Young
Pour les articles homonymes, voir Young.
Cyrus C. Young (né le 23 juillet 1928 et mort le 6 décembre 2017) est un athlète américain, spécialiste du lancer de javelot.
Représentant les États-Unis aux Athlétisme aux Jeux olympiques d'Helsinki en 1952, il remporte la médaille d'or, la toute première fois pour un athlète américain dans cette spécialité, en battant le record olympique, malgré la domination finlandaise. Champion des États-Unis en 1956, il est favori des Jeux de 1956 mais se blesse la veille de la compétition.